# 念南寺古墳群
念南寺古墳群（ねやじこふんぐん）は、宮城県加美郡色麻町にある古墳群。前方後円墳と円墳からなり、県の史跡に指定されている。

## 概要
鳴瀬川右岸の標高40mほどの小さな丘陵の上に立地する。最大の遺構は、小丘陵の頂部にある主軸長約52mの前方後円墳（1基）で、他にある円墳22基の径は10m前後である。前方後円墳からは朝顔形埴輪・円筒埴輪が採集されており、古墳時代中期（5世紀頃）を中心とした時期に、この地域の首長層の墓として築造されたと考えられている。1996年（平成8年）には家型石棺が発見された。